# 地方道路公社
地方道路公社（ちほうどうろこうしゃ）とは、有料道路を新設、改築、維持、修繕など総合的に管理する公企業である。地方道路公社法（昭和45年法律第82号）に基づき地方公共団体が設立し、同法は一般社団法人及び一般財団法人に関する法律が準用される。

## 概要

### 設立
道路公社を設立する地方公共団体を設立団体という。設立団体となれるのは、都道府県又は政令で指定する人口五十万以上の市に限られる。また、設立には議会の議決と国土交通相等の認可が必要となる。地方公共団体は過半数の出資が必要である(第四条)。法人名称には「道路公社」という文字を使わねばならず、地方道路公社でないものは「道路公社」という文字を使ってはいけない。

### 業務
設立団体である地方公共団体の区域及びその周辺の地域において、道路整備特別措置法に基づく有料道路の設置、管理その他付随する業務を行う。また、有料の自動車駐車場を管理、設立団体の長の認可があれば、道路運送法に規定する一般自動車道の建設及び管理およびこれらに付帯する業務をおこなうことができる。道路整備特別措置法に基づく道路の管理が完了したときには解散する。

### 財務及び会計
道路公社は事業年度毎に設立団体の長から、予算等の承認をうける。一方、債券の発行をおこない、設立団体の債務保証をうける。

## 指定都市高速道路
道路公社は、政令で指定する人口50万以上の市の区域及びその周辺の地域に存する、都市計画において定められた一の道路網を構成する自動車専用道路を建設・管理できる。これを指定都市高速道路といい、2019年（令和元年）現在名古屋高速道路、福岡高速道路、北九州高速道路、広島高速道路の4路線がある。なお、福岡高速道路と北九州高速道路については、単一の道路公社である「福岡北九州高速道路公社」が建設・管理している。また、首都高速道路と阪神高速道路は、道路公団からの民営化で「株式会社」となっており、ここの範疇には入らない。

## 道路公社一覧
2022年（令和4年）10月現在で、29の地方道路公社がある。
そのうち、岡山県道路公社と愛媛県道路公社が、2006年（平成18年）3月31日に現行法のもとで初の解散を行ったが、前年の2005年（平成17年）11月1日に現行法のもとでは44番目、政令指定都市では3番目の北九州市道路公社が設立された。なお、都道府県としては、北海道、岩手県、秋田県、群馬県、新潟県、鳥取県、島根県、徳島県および沖縄県には、最初から道路公社は存在しない。
名称の後に○印がある公社はETC整備路線がある公社。
- 名古屋高速道路公社 ○
- 広島高速道路公社 ○
- 福岡北九州高速道路公社 ○
- 神戸市道路公社 ○
- 青森県道路公社 ○
- 宮城県道路公社 ○
- 山形県道路公社
- 福島県道路公社
- 茨城県道路公社 ○
- 栃木県道路公社 ○
- 埼玉県道路公社
- 千葉県道路公社 ○
- 神奈川県道路公社
- 長野県道路公社
- 山梨県道路公社（2008年（平成20年）4月1日地方3公社を統合し、山梨県地域整備公社（総称）となった。）
- 静岡県道路公社 ○（ETCX）
- 愛知県道路公社 ○
- 富山県道路公社 ○
- 滋賀県道路公社 ○
- 京都府道路公社 ○
- 大阪府道路公社 ○
- 兵庫県道路公社 ○
- 広島県道路公社
- 福岡県道路公社 ○
- 佐賀県道路公社
- 長崎県道路公社 ○
- 熊本県道路公社
- 宮崎県道路公社
- 鹿児島県道路公社 ○

### 過去に存在した道路公社
| 公社名           | 設立                      | 解散                      | 道路数 | 備考 |
| ---------------- | ------------------------- | ------------------------- | ------ | ---- |
| 岡山県道路公社   | 1971年（昭和46年）1月1日  | 2006年（平成18年）3月31日 | 5      |      |
| 愛媛県道路公社   | 1973年（昭和48年）6月1日  | 2006年（平成18年）3月31日 | 2      |      |
| 東京都道路公社   | 1988年（昭和63年）3月1日  | 2010年（平成22年）3月31日 | 2      |      |
| 和歌山県道路公社 | 1972年（昭和47年）度      | 2010年（平成22年）7月31日 | 2      |      |
| 大分県道路公社   | 1976年（昭和51年）2月2日  | 2011年（平成23年）1月31日 | 5      |      |
| 香川県道路公社   | 1972年（昭和47年）4月1日  | 2011年（平成23年）3月26日 | 3      |      |
| 山口県道路公社   | 1971年（昭和46年）11月9日 | 2012年（平成24年）3月31日 | 5      |      |
| 岐阜県道路公社   | 1975年（昭和50年）7月1日  | 2012年（平成24年）7月31日 | 6      |      |
| 石川県道路公社   | 1990年（平成2年）5月30日  | 2013年（平成25年）3月31日 | 4      |      |
| 高知県道路公社   | 1990年（平成2年）5月8日   | 2014年（平成26年）3月31日 | 3      |      |
| 大阪市道路公社   | 1994年（平成6年）6月10日  | 2014年（平成26年）4月1日  | 1      |      |
| 三重県道路公社   | 1973年（昭和48年）6月1日  | 2017年（平成29年）6月30日 | 6      |      |
| 奈良県道路公社   | 1985年（昭和60年）5月1日  | 2019年（平成31年）3月31日 | 1      |      |
| 北九州市道路公社 | 2005年（平成17年）11月1日 | 2019年（令和元年）7月31日 | 2      |      |
| 福井県道路公社   | 1974年（昭和49年）3月30日 | 2022年 （令和4年) 9月30日 | 6      |      |